# Simone Schiaffino

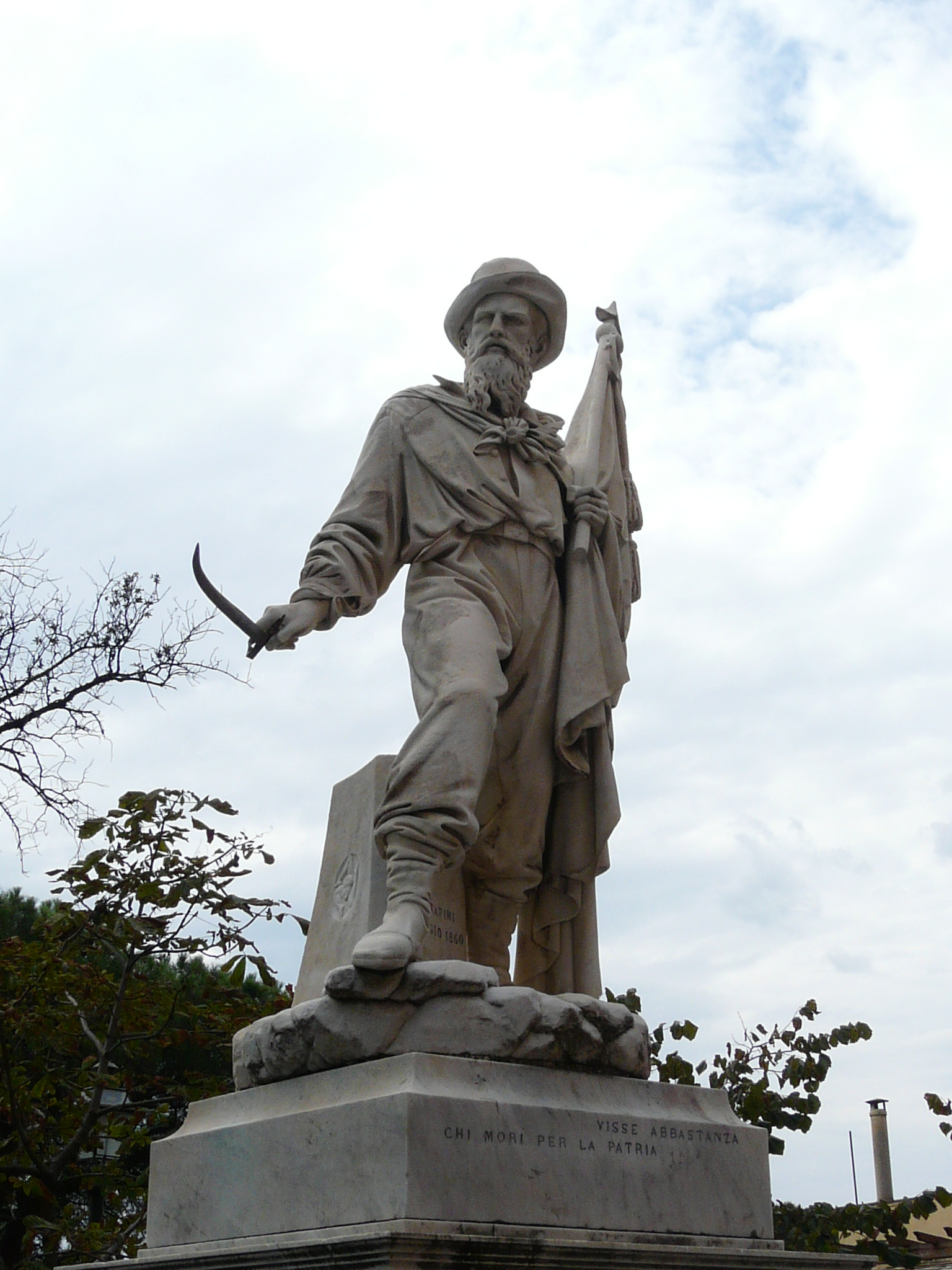
Monumento a Simone Schiaffino in Camogli dello scultore genovese Giuseppe Molinari, inaugurato il 15 maggio 1865 con la dedica di Garibaldi che così recita: «Onorare / la virtù estinta / fa testimonianza di popolo / atta a farla rivivere / SIMONE SCHIAFFINO / tra / la vita del bruto / e / la morte dello eroe / ha preferito questa ultima / ecco / lo esempio generoso / che più che ricordare / bisogna imitare.»

Simone Schiaffino (Camogli, 16 febbraio 1835 – Calatafimi, 15 maggio 1860) è stato un patriota italiano che a venticinque anni prese parte alla spedizione dei Mille e combatté nella battaglia di Calatafimi trovandovi la morte come alfiere della bandiera di Garibaldi.

## Biografia
Figlio del capitano marittimo Adeodato e di Geronima Schiaffino, ad 11 anni comincia la sua carriera sul mare imbarcandosi come mozzo su un veliero di Camogli. Nelle soste dagli imbarchi studia la scienza nautica così da ottenere nel 1854, poco prima della morte del padre,  a soli diciannove anni, il brevetto di capitano marittimo.
Nel 1855 ottiene l'esonero dal servizio di leva perché figlio primogenito di madre vedova.
Nel 1856, si iscrive alla loggia massonica "Union Française" in New York e, tornato in patria, rinnova la sua partecipazione alla massoneria aderendo ad una delle logge dove frequente era la presenza di capitani marittimi camogliesi. Viene ammesso nell'ottobre del 1858 con numero di matricola 39 alla loggia  "Trionfo Ligure" di Genova, dove alla fine dello stesso anno si iscrive anche Nino Bixio che riceve il numero di matricola 105.
Il 5 marzo 1858 lascia definitivamente il suo lavoro sul mare per dedicarsi al progetto dell'indipendenza italiana combattendo nella seconda guerra d'indipendenza nei Cacciatori delle Alpi di Garibaldi sino all'armistizio di Villafranca che interrompe l'inseguimento degli austriaci in ritirata verso lo Stelvio. Da qui Schiaffino scrive ad un amico «… ora che siamo in pace stiamo guardandoci uno coll'altro senza scambiarci una fucilata, cosa che annoia immensamente …»
Tornato a Camogli gli giungono notizie della spedizione garibaldina in Sicilia e da buon marinaio non ha difficoltà ad essere arruolato come timoniere su uno dei piroscafi, il Lombardo, sotto il comando di Bixio. La nave però va in avaria e con una manovra molto difficoltosa, che rivela le doti marinaresche di Schiaffino, viene presa a rimorchio dall'altro piroscafo, il Piemonte. Così infatti ricorda la targa affissa sulla colonna di Ponte dei Mille a Genova: «Giungere a bordo di due vapori nel porto di Genova, ormeggiati sotto la darsena, impadronirsi degli equipaggi, accendere quindi i fuochi e prendere il "Lombardo" a rimorchio del "Piemonte": son tutti fatti più facili a descrivere che ad eseguire e vi fan mestiere molto sangue freddo, capacità e fortuna.»
Il 9 maggio 1860 il convoglio in navigazione verso la Sicilia, fa una sosta a Porto Santo Stefano per rifornirsi di viveri e carbone. Viene incaricato dell'operazione Schiaffino che senza tanti complimenti spazza via, con la sua imponenza fisica, l'opposizione di un doganiere dell'ex Granducato di Toscana.
Simone Schiaffino, così descritto da Giuseppe Cesare Abba nella sua cronaca dell'impresa garibaldina «… bel capitano di mare, che pareva andasse studiando Garibaldi, per divenire simile a lui nell'anima come gli somigliava già un po' nel volto; biondo come lui, assai più aitante di lui, con un petto da contenervi cento cuori d'eroe.»., termina la sua vita a venticinque anni nell'ultimo assalto vittorioso dei garibaldini nella battaglia decisiva di Calatafimi. Al maggiore Schiaffino è stato affidato da Bixio il "tricolore degli italiani", la bandiera ricamata dalle italiane di Valparaiso e donata a Garibaldi nel 1855.
(Giuseppe Cesare Abba, Storia dei Mille)
Schiaffino viene colpito a morte da una fucilata del soldato borbonico Luigi Lateano che fu ricompensato per la sua azione con la promozione a «sergente, decorato con medaglia d'oro, creato cavaliere dell'Ordine militare di San Giorgio e ancora gratificato con 100 scudi» ma che in seguito entrerà a far parte degli ex nemici riconsegnando loro la bandiera presa a Schiaffino morente.
Alla vedova e ai figli il governo italiano assegnò con il decreto del 24 ottobre 1860 una pensione equivalente alla paga che il defunto aveva in vita
Oltre che con l'intitolazione di una via in Genova, il garibaldino, morto a Calatafimi, fu onorato dalla Regia Marina italiana che chiamò con il suo nome un cacciatorpediniere, varato il 2 settembre 1915 nei cantieri Odero di Sestri Ponente e affondato in azione di guerra il 24 aprile 1941.
La figura di Simone Schiaffino è stata oggetto di una polemica sorta in occasione della messa in onda della fiction Eravamo solo mille prodotta dalla Rai. La Provincia di Genova ha lamentato la rappresentazione «… caricaturale di Schiaffino come un semianalfabeta … quando invece l'eroe garibaldino [era] uomo di profonda cultura e grande intelligenza … [per] gli studi, dalla navigazione all'astronomia, e la sensibilità letteraria e poetica, espressa anche nelle sue parole dedicate alle montagne innevate quando era Cacciatore delle Alpi nel 1859»